# توماس جاي موران
توماس جاي موران (بالإنجليزية: Thomas J. Moran)‏ هو شخصية أعمال أمريكي، ولد في 14 أكتوبر 1952، وتوفي في 12 أغسطس 2018.